# 님로드 (컴퓨터)
님로드(Nimrod)는 1951년 영국제를 위해 컴퓨터 게임을 즐길 목적으로 페란티가 영국에서 개발한 초기의 컴퓨터이며, 게임 역사에 최초로 등장한 비디오 게임이다. 존 메이크피스 베넷이 설계하고 엔지니어 레이먼드 스튜어트 윌리엄스(Raymond Stuart-Williams)가 제작한 3.7x2.7x1.5미터(12x9x5피트) 컴퓨터를 통해 전시회 참석자들은 인공지능을 상대로 님 게임을 즐길 수 있었다. 플레이어는 기계의 조명에 해당하는 돌출된 패널의 버튼을 눌러 동작을 선택했고 님로드는 나중에 이동했으며 계산은 더 많은 조명으로 표시되었다. 님로드의 계산 속도를 줄여 발표자가 컴퓨터가 수행하는 작업을 정확하게 보여줄 수 있으며 더 많은 조명을 사용하여 계산 상태를 확인할 수 있다. 님로드는 즐거움을 주기보다는 페란티의 컴퓨터 디자인과 프로그래밍 기술을 보여주기 위해 만들어졌지만, 페스티벌 참석자들은 게임 뒤에 숨은 논리보다는 게임 플레이에 더 관심이 있었다. 님로드는 5월 첫 전시 이후 1951년 10월 베를린 산업 박람회에서 3주 동안 전시된 후 해체되었다.
님로드에서 실행되는 님 게임은 게임의 모든 종류의 시각적 표시를 갖춘 최초의 컴퓨터 게임 중 하나였기 때문에 최초의 비디오 게임 중 하나의 후보이다. 이 게임은 1947년 전자 디스플레이를 사용한 최초의 대화형 전자 게임인 음극관 놀이 장치가 발명된 지 불과 4년 만에 등장했으며, 님로드와 유사한 틱택시 컴퓨터인 버티 더 브레인이 나온 지 1년 만에 등장했다. 1950년 캐나다 내셔널 박람회에 참가했다. 님로드의 실시간 시각적 그래픽이 포함된 화면 대신 전구를 사용하는 것은 훨씬 덜 움직이는 그래픽이지만 비디오 게임의 일부 정의를 충족하지 않는다.

기계 구조